# Mockrehna
Mockrehna là một thị xã thuộc huyện Nordsachsen, trong bang tự do Sachsen, Đức và là đô thị cực bắc của bang Sachsen. Đô thị này có diện tích 115,8 ki lô mét vuông, dân số thời điểm cuối năm 2006 là 5529 người.